# Mesochaetopterus crypticus
Mesochaetopterus crypticus är en ringmaskart som beskrevs av Ben-Eliahu 1976. Mesochaetopterus crypticus ingår i släktet Mesochaetopterus och familjen Chaetopteridae. Inga underarter finns listade i Catalogue of Life.